# Troy (Oregon)
Troy az Amerikai Egyesült Államok északnyugati részén, Oregon állam Wallowa megyéjében, az Oregon Route 3 közelében elhelyezkedő önkormányzat nélküli település.
A térségben mormon betelepülők az 1890-es években alapították meg Nauvoo-t, amely nevét az Illinois állambeli azonos nevű városról kapta; Troy az ő fiuk, Troy Grinstead nevét viseli. A posta 1902 és 1965 között működött.
Az urbanizáció hatására a Florában is megtalálható szolgáltatások megszűntek, a népességszám pedig lecsökkent.

## Fordítás
- Ez a szócikk részben vagy egészben  a   Troy, Oregon című angol Wikipédia-szócikk ezen változatának fordításán alapul.  Az eredeti cikk szerkesztőit annak laptörténete sorolja fel. Ez a jelzés csupán a megfogalmazás eredetét és a szerzői jogokat jelzi, nem szolgál a cikkben szereplő információk forrásmegjelöléseként.